# Big Tim
Big Tim (* in Mainz als Tim Köhler; Eigenschreibweise: BIG TIM) ist ein deutscher DJ, Musikproduzent und Performer im Bereich der elektronischen Tanzmusik.

## Leben
Big Tim begann bereits in jungen Jahren mit Musik. Er spielte über 17 Jahre Schlagzeug und sechs Jahre Trompete. Sein Interesse an elektronischer Musik entwickelte sich nach einem Live-Auftritt von David Guetta. Ab 2010 legte er zunächst bei Abiturpartys, Stadtfesten und in Clubs in Mainz und Wiesbaden auf. Über einen Reiseveranstalter wurde er schließlich für After-Show-Partys engagiert und begann daraufhin seine Karriere als hauptberuflicher DJ.
Während der COVID-19-Pandemie begann Big Tim mit der Produktion eigener Tracks und Remixe. Seinen ersten größeren Erfolg feierte er mit einem Remix des Songs Zukunft Pink von Peter Fox, der auf TikTok viral ging und über 40.000 Videocreationen inspirierte. Es folgten Auftritte auf Festivals wie dem World Club Dome, Ruhr in Love, Sputnik Springbreak, Electrisize Festival und dem Noa Beach Club in Kroatien.
Seinen ersten Einstieg in die offiziellen deutschen Charts erzielte er mit Alles ist relativ, einer Technoversion des Titelsongs der Serie Schloss Einstein. Der Song erreichte Platz 83 der deutschen Single-Charts.
Es folgte Dein ist mein ganzes Herz, ein Remix in Zusammenarbeit mit dem Originalinterpreten Heinz Rudolf Kunze, der ebenfalls die deutschen Charts erreichte (Platz 88)-
Im Jahr 2024  Big Tim unter anderem im Bootshaus in Köln sowie im Noa Beach Club auf. Während der Wintermonate tourt er regelmäßig durch Skigebiete wie Ischgl und St. Moritz. Seine Musik wird regelmäßig von Radiosendern wie NRJ, Das Ding, BigFM und Antenne 1 gespielt.

## Diskografie
- 2023: Going Down (mit Jey Aux Platines)
- 2023: Swallow Me (mit Gabriel Wittner & Dave Mile)
- 2023: Like a Shark
- 2023: Lying (mit Toby Dee)
- 2023: I Want You To Stay (mit Steve Lima & Heart FX)
- 2023: Wonderful Dream
- 2023: Alles ist relativ
- 2024: Dein ist mein ganzes Herz (mit Heinz Rudolf Kunze)
- 2024: Daylight (Coverversion des Songs Daylight in Your Eyes der No Angels)
- 2025: Gianna (Remix) (mit Pietro Basile und Harris & Ford)[9]